# Melchiorre Cesarotti
Melchiore o Melchiorre Cesarotti (Padua, 15 de mayo de 1730 - Selvazzano, cerca de Padua, 4 de noviembre de 1808) fue un helenista, poeta, escritor y traductor italiano.

## Biografía
Hijo de Giovanni Cesarotti y Medea Bacuchi, familia de origen noble venida a menos, estudió en el seminario de su ciudad letras y filosofía, materias en que estaba más interesado, y luego matemáticas, jurisprudencia y, por un cierto tiempo, algunas materias eclesiásticas -llegó a tomar las órdenes menores, sin llegar a convertirse en sacerdote- para al fin volver a sus estudios literarios. En estos años tradujo el Prometeo de Esquilo a petición de Paul Brazzolo, un mecenas de Padua, y siete Odas de Píndaro, obras que publicó (sin lugar de edición) en 1754. En esa década de los cincuenta fue aceptado como joven profesor de retórica y bellas letras. En noviembre de 1760 salió de Padua y se trasladó a Venecia como profesor particular o preceptor de la familia Grimani. En esta ciudad conquista fama como traductor de los poemas de Ossián, superchería literaria tramada por el poeta prerromántico escocés James Macpherson.
En 1768 fue nombrado catedrático de griego y hebreo de la Universidad de Padua y ocupó ese puesto hasta 1797, cuando pasó, dentro de la misma universidad, a la cátedra de bellas letras o elocuencia, que era la forma en que se llamaba entonces a la literatura. A este periodo pertenecen sus obras más conocidas: diversas traducciones del griego (Demóstenes, Homero) y otras de lenguas modernas (Ossián, Salomón Gessner, Edward Young) que revelaban su gusto anticlásico, así como algunos opúsculos en que teorizaba sobre estética (Saggio sulla filosofia del gusto, "Ensayo sobre la filosofía del gusto") y sobre filología (Saggio sopra la lingua italiana, "Ensayo sobre la lengua italiana").
Aunque partidario de las ideas de la Ilustración, este tipo de ideas no afectaron a su concepción del estilo, terreno en que se mostró renovador y, además, contrario a la pureza de la lengua o purismo; es más, ideológicamente se fue desplazando a actitudes revolucionarias con el desenlace de la Revolución Francesa: al llegar las tropas de Napoleón a Italia, le escribió (1797) un soneto laudatorio, y también formó parte de la delegación enviada para recibirlo calurosamente. En recompensa Napoleón le concedió una pensión y además lo nombró caballero de la Orden de la corona de hierro. Diez años más tarde todavía lo celebraba en su poema "Pronea" (1807), que Ugo Foscolo llenó indignado de anotaciones ("de concepción, miserable; de frases, grotesco y, además, con gran hedor de adulación").
Las nuevas ideas traídas por los franceses le inspiraron su Ensayo sobre las instituciones educativas, El patriotismo ilustrado, e Instrucción de un ciudadano a sus hermanos menos educados.
En su villa de Selvazzano, desde largo tiempo propiedad de su familia, hospedó a amigos como Madame de Staël, Vittorio Alfieri, Ippolito Pindemonte y, tal vez, incluso al mismo Ugo Foscolo. Allí plantó uno de los primeros jardines ingleses de Italia.

## Traducciones
Cesarotti es conocido por su trabajo como helenista traductor de Homero (una versión en prosa de la Ilíada y su refundición en flojos endecasílabos titulada La muerte de Héctor, 1795) así como de las obras de Demóstenes y otros oradores griegos (en el Corso raggionato de greca letteratura, 1781). 
De las lenguas modernas destacan sus versiones de dos tragedias de Voltaire (La muerte de César y Mahoma), pero la que le dio reputación europea fue la que realizó cuando Charles Sackville se reunió con él en Venecia y le suministró toda la información disponible sobre las actividades de James Macpherson en torno al presunto hallazgo de textos del falso bardo céltico Ossián. De los poemas de Ossián, en realidad compuestos por Macpherson (y tal vez inspirados por tradiciones verdaderas) publicados en 1762-1763, Cesarotti publicó una primera traducción parcial en 1763 titulada Poemas de Ossián, que fue seguida en 1772 por la traducción de todo el corpus de canciones. Esta versión, estilísticamente innovadora e impresionante en cuanto a la renovación que supuso en el lenguaje poético, atrajo la atención de los eruditos de Francia e Italia y causó legión de imitadores. Precisamente fue a través de él como Goethe entró en contacto con la lírica de Ossian, de la que tanta huella hay en el Werther, y a Napoleón le gustó tanto su trabajo que lo llevó consigo a la batalla. Con los Poemas de Ossián Cesarotti logra traspasar al italiano todos los elementos y principios del naciente enfoque lírico romántico sobre la naturaleza y los sentimientos y el mantenimiento de un vínculo entre la vieja tradición medieval y los nuevos temas poéticos, lo que lo convierte en un gran introductor del romanticismo en Italia.

## SuEnsayo sobre la filosofía de las lenguas
Publicado por primera vez en 1785 bajo el título de Saggio sopra la lingua italiana o "Ensayo sobre la lengua italiana", pero cambiado de título en la edición definitiva (1800) a Saggio sulla filosofia delle lingue aplicato a la lingua italiana ("Ensayo sobre la filosofía de las lenguas aplicado a la lengua italiana"), el tratado de Cesarotti fue una de las voces más autorizadas en el debate sobre el lenguaje italiano que se entabló en el siglo XVIII. Escrito en un período de sumos contactos lingüísticos con Francia, el tratado aborda cuestiones como el préstamo lingüístico y teoriza la posibilidad de que podría dar lugar a un enriquecimiento de la lengua entrando en la contienda entre tradicionalistas o puristas y los reformadores literarios deseosos de liberar el lenguaje de los patrones típicos del academicismo.
Cesarotti asume en la primera parte de la obra la crítica al purismo lingüístico y tiende a poner de relieve su relación con la historia de la civilización. A continuación, en la segunda sección, distingue el "genio gramatical", que es el estándar de una lengua inmutable, y el "genio retórico", que está relacionado con la contingencia y puede cambiar. Por último, sostiene que los préstamos lingüísticos como los galicismos pueden ser aceptados en el idioma italiano a condición, sin embargo, de que no vayan en contra de las reglas del genio gramatical, es decir, de que en la lengua no exista ya un término equivalente.
Entre sus otras obras de no ficción destacan sus ensayos Sopra il diletto della tragedia y Sopra l'origine e i progressi dell'arte poetica (1762).
La edición completa de sus obras, en 42 volúmenes en octavo, se inició en Pisa en 1800 y fue completada de forma póstuma en 1813.